# Bridget Fonda
Bridget Jane Fonda (Los Angeles, SAD, 27. siječnja 1964.) je američka glumica. Poznata po ulogama u filmovima Samci (Singles), Kum III, Oglas donosi smrt (Single White Female), Put bez povratka (Point of No Return), Napojnica od dva milijuna dolara (It Could Happen to You) i Jackie Brown.
Rođena je u poznatoj obitelji glumaca i umjetnika. Djed joj je Henry Fonda, baka Frances Ford Seymour, otac Peter Fonda, tetka Jane Fonda, mati Susan Jane Brewer je umjetnica Ime je dobila prema kćeri glumice Margaret Sullavan. Baka po majci, Mary Sweet, supruga je biznismena Noaha Dietricha.
Dvaput je nominirana za Zlatni globus, 1990. u kategoriji najbolje sporedne glumice u filmu Skandal i 2002. u kategoriji najbolje glavne glumice u mini seriji i TV filmu za ulogu u TV-filmu Nakon Amy (After Amy). Za Primetime Emmy nominirana je 1997. u kategoriji najbolje sporedne glumice za ulogu u miniseriji i filmu za ulogu u filmu In the Gloaming.

## Vanjske poveznice
- Jane Fonda u internetskoj bazi filmova IMDb-u (engl.)
- Bridget Fonda na TVGuide.com
- Bridget Fonda na Notable Names Database
- Bridget Fonda na Emmys.com